# 臺東轉運站
臺東轉運站（英語：Taitung Bus Station）是一座位於臺灣臺東縣臺東市的汽車客運轉運站，該轉運站是臺灣鐵路管理局臺東車站舊站廢止後改建而成。於2015年6月19日正式完工啟用。

## 沿革
臺東轉運站的前身是臺灣鐵路局臺東車站，而臺東車站2001年5月31日廢止後並遷移至臺東新站後，原舊車站站體開始進行改建，將候車室改建為臺東縣遊客服務中心，台東舊站轉型為鐵道藝術村成為臺東市的觀光景點。
2010年開始，有鑒於臺東公車資訊紊亂，發車地點不一造成遊客及臺東居民困擾，因此臺東縣政府配合I+T（Information+Transport）國際魅力據點計畫，計畫將原臺東市遊客服務中心以及臺東舊站的站體再次進行改建，設立為臺東公車轉運站，整合臺東市各路公車的發車地點，並再設置新的遊客服務中心。
2013年，臺東轉運站的計畫進入到期中報告，並獲得交通部公路總局102年度公路公共運輸提昇計畫的補助，共獲得新臺幣2,869萬6,400元的補助金額。隔年，於臺東縣議會第17屆第10次施政報告中，臺東縣政府觀光旅遊處表示，臺東轉運站的規劃已進入到期末報告階段，並納入到I+T國際魅力據點計畫中一併辦理。
臺東轉運站開始動工改建後，施工過程中經歷多次站體設計變更，並計畫在2015年5月完工，6月開始由各大客運業者進駐。
2015年6月19日，臺東轉運站正式完工啟用，當日清晨5時40分首班自臺東轉運站出發的客運班次正式離站。上午10時，臺東轉運站舉行啟用典禮，由時任臺東縣縣長黃健庭、臺東縣議會議長饒慶鈴、臺東縣議員洪宗楷及前立法委員賴坤成等人出席典禮，並聯手為臺東轉運站剪綵揭幕。
然而，臺東轉運站啟用初期，因有部分民眾尚未了解新轉運站的啟用而來到轉運站啟用前的舊公車站或客運的搭乘處要搭車卻撲空的情形。為此臺東縣政府也對外宣導表示，民眾只要到鐵花路的新轉運站，便可選擇要搭車的客運。

## 設施
臺東轉運站目前設有7座月台，編號分別為第一月台至第七月台，售票中心供遊客購買車票，另設有一座遊客服務中心，中心內架設整合式行車資訊顯示面板，可提供隨時掌握即時行車動態。

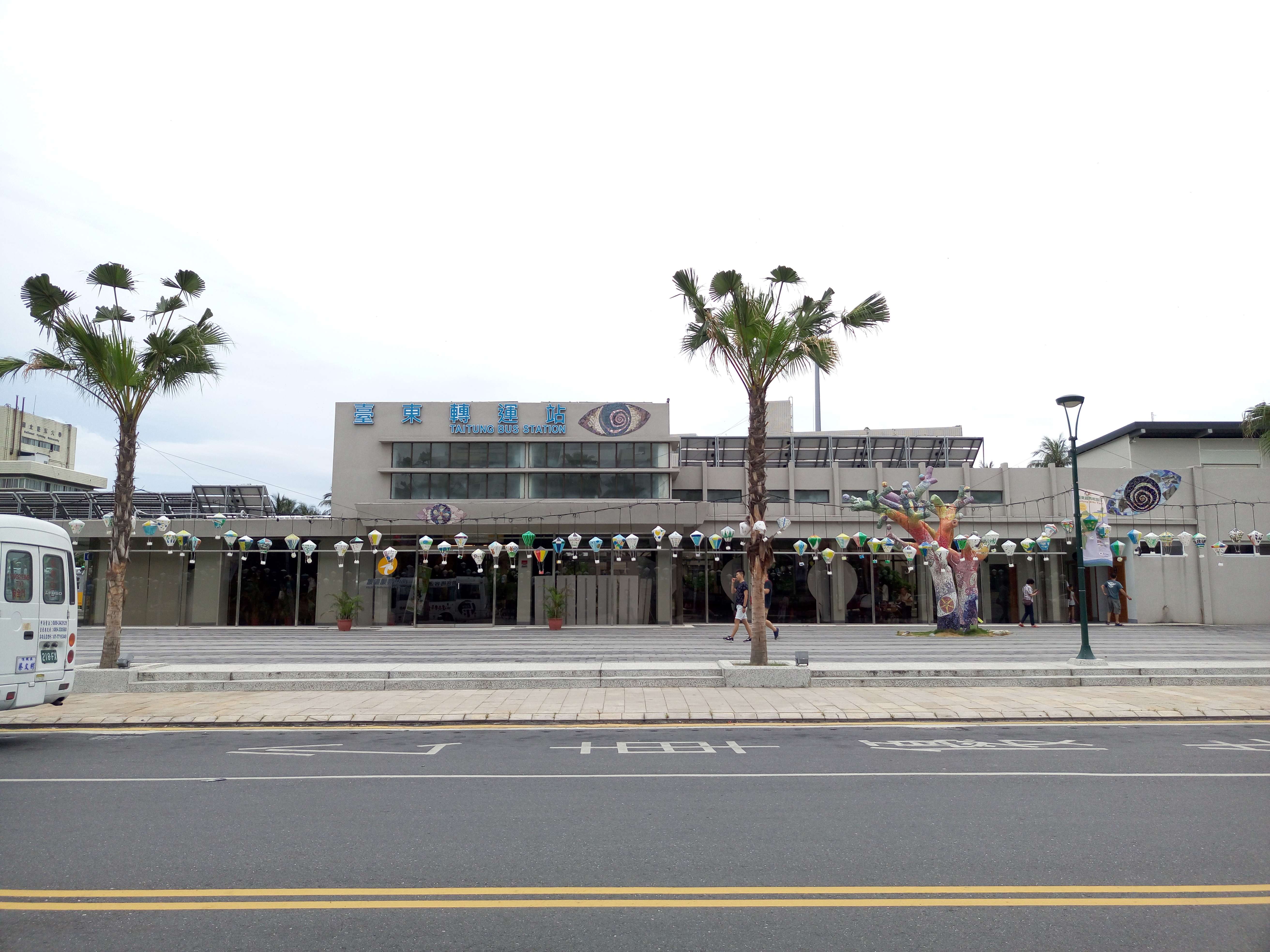
臺東轉運站遠觀
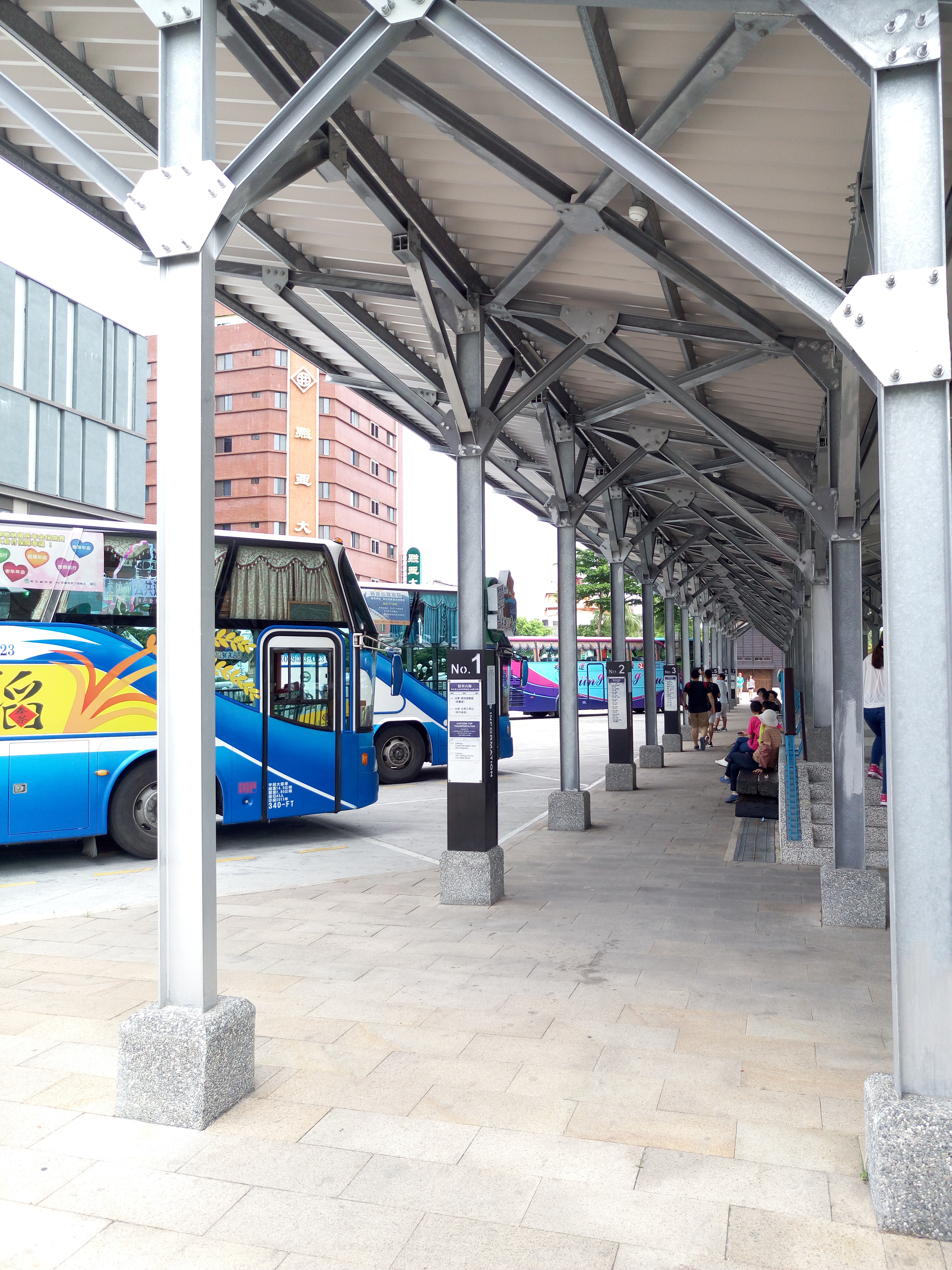
轉運站月台區
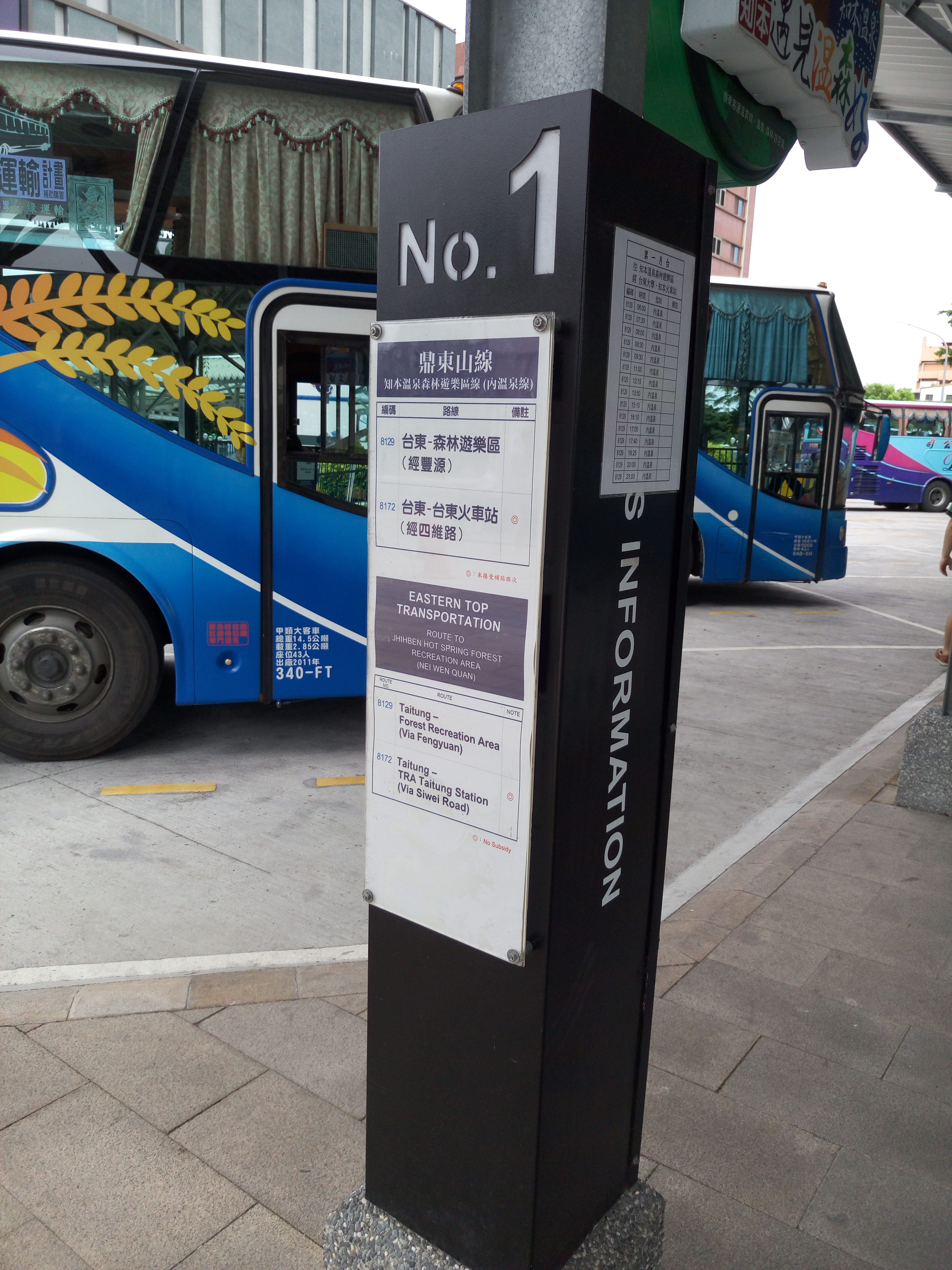
第一月台指示牌
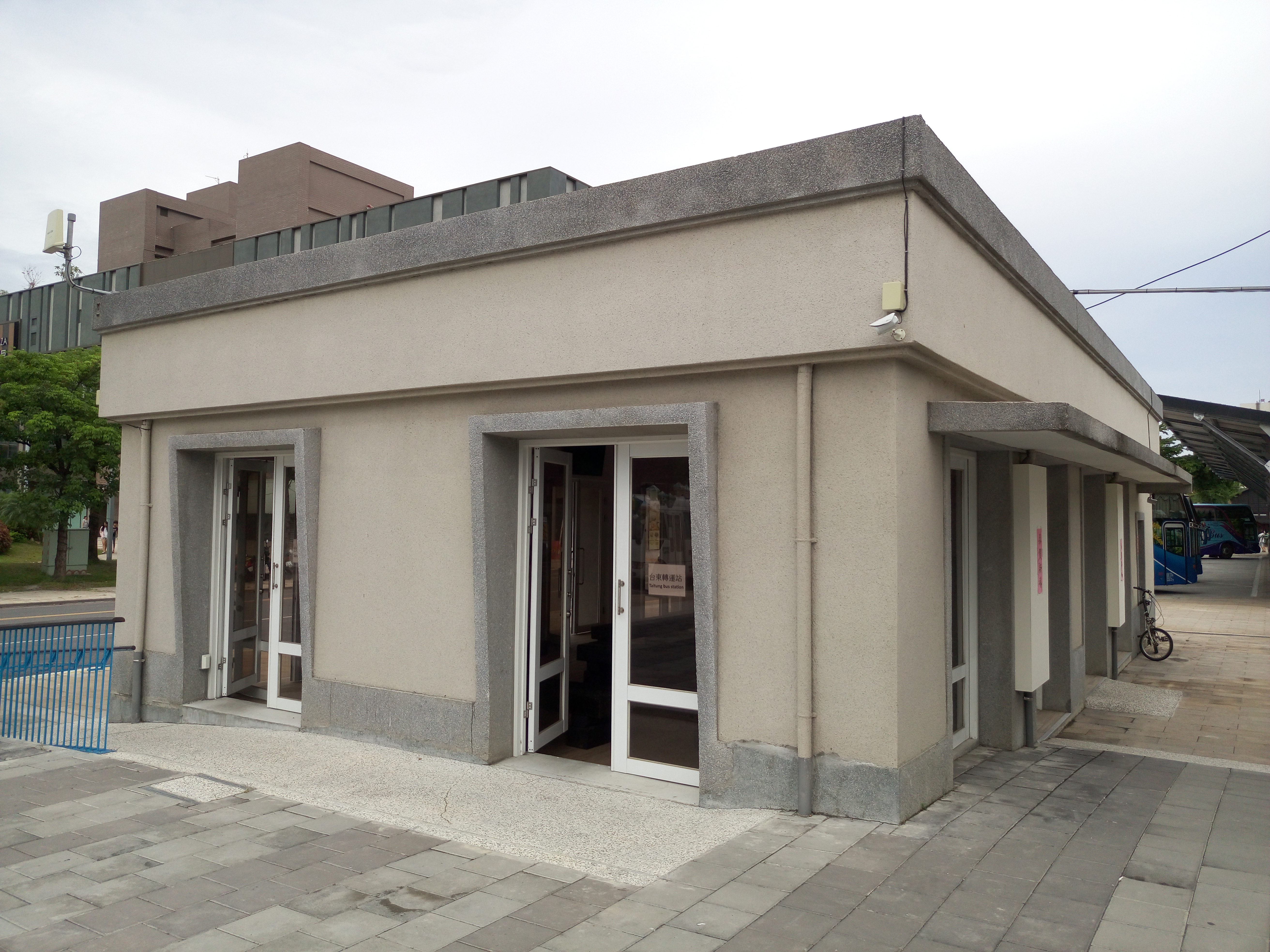
售票中心
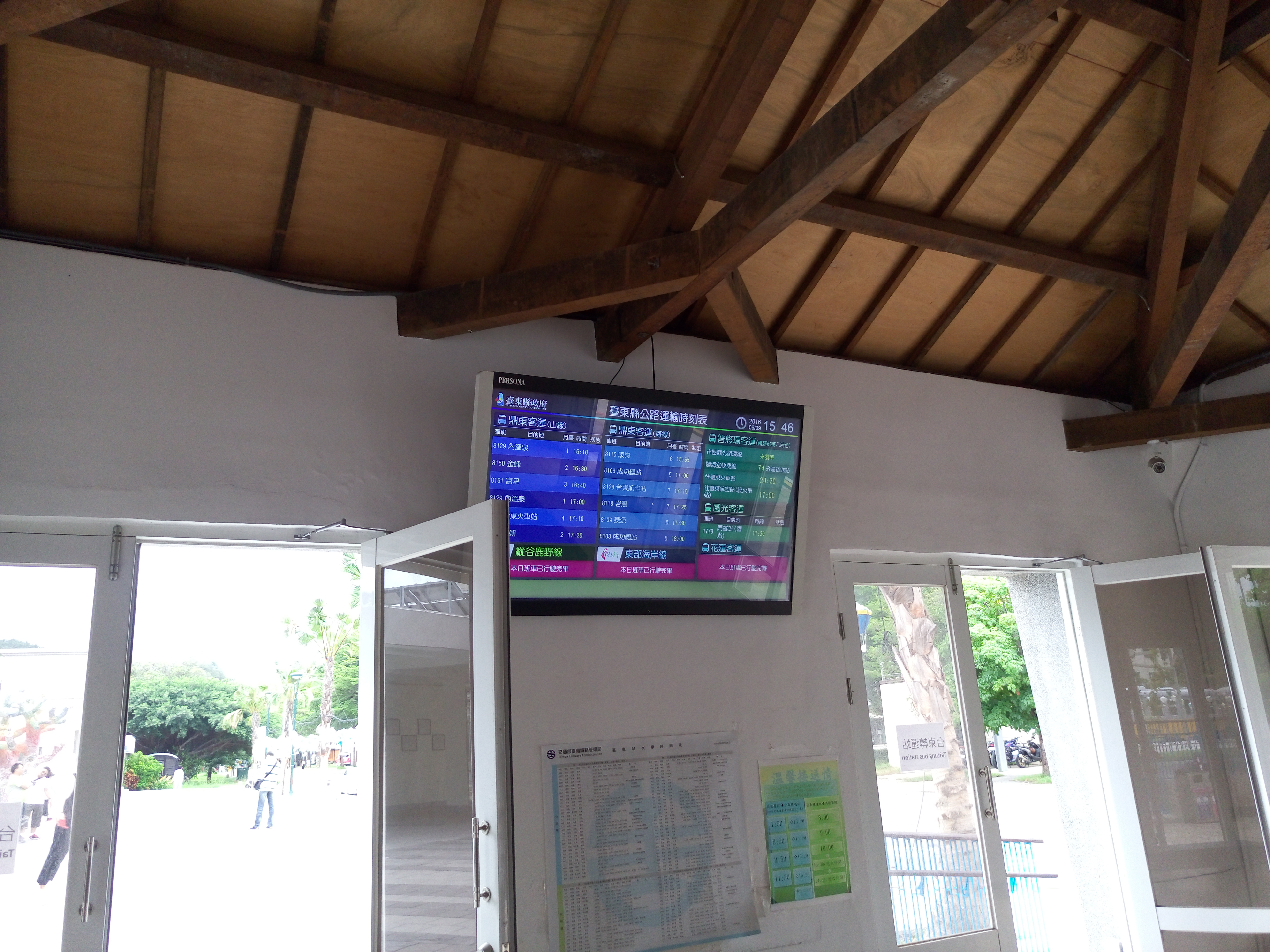
車班動資訊電子螢幕
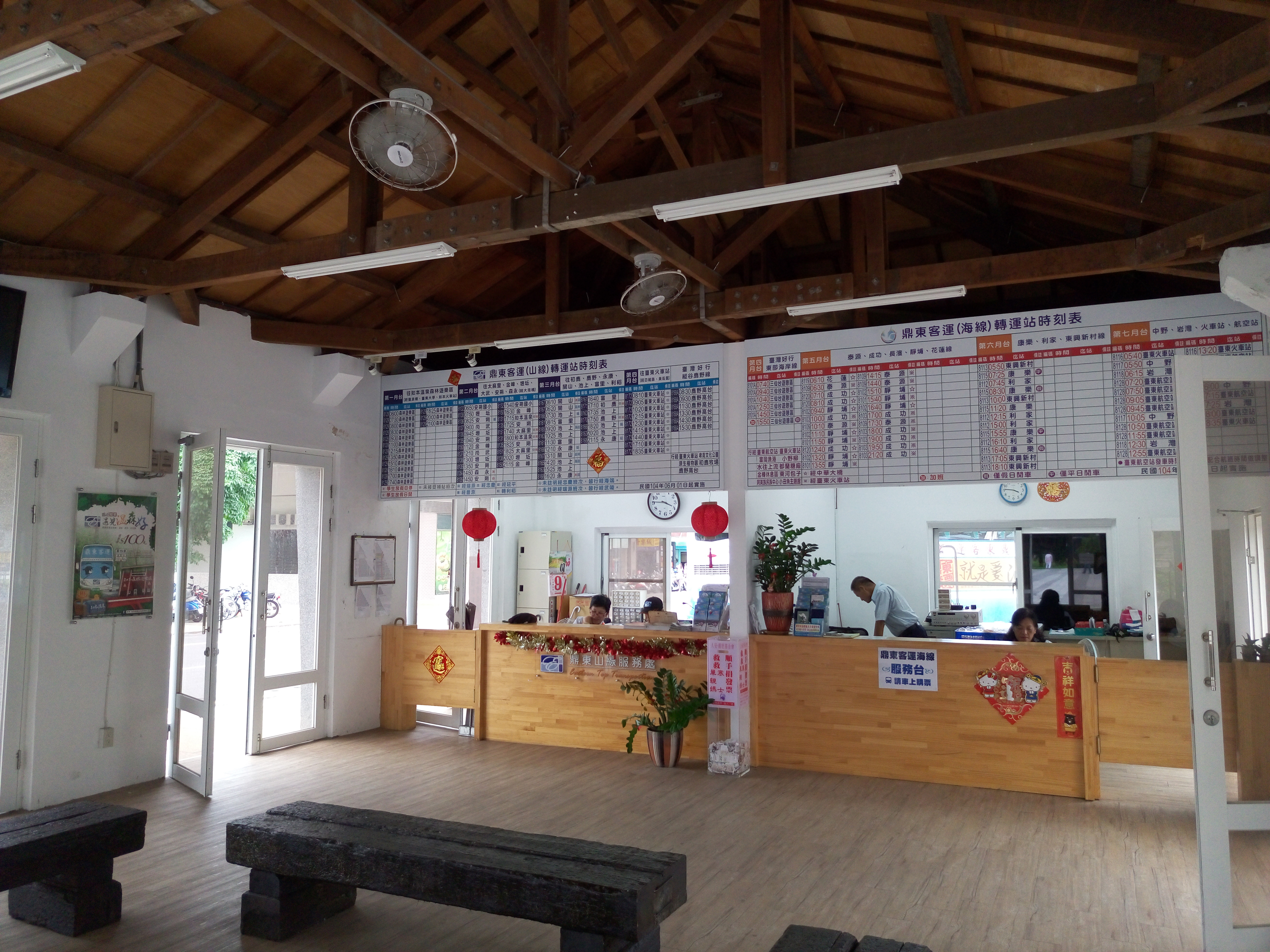
售票區，左為鼎東客運山線售票臺，右為鼎東客運海線售票臺
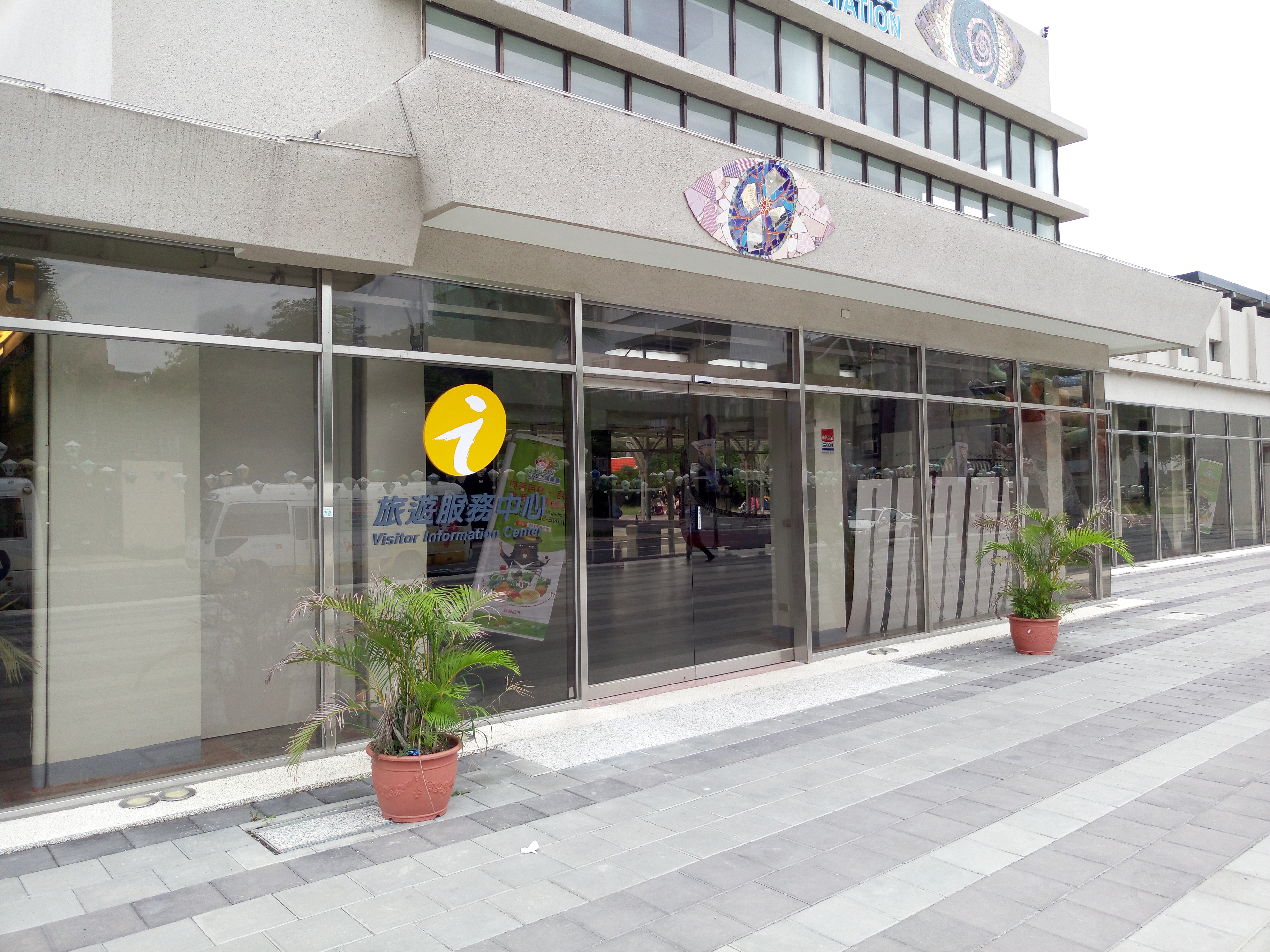
臺東轉運站遊客服務中心

## 營運路線
目前臺東轉運站整合了東台灣客運、興東客運、台灣好行及臺東縣市區公車，預計每日進出的客運班次將有300輛次，而7座及路邊月台則分別由三家客運業者的車班停靠使用。

### 第一、二、三、四月台

#### 東台灣客運（原鼎東客運 山線）
- 路線：往知本國家森林遊樂區（經豐源大橋、臺東大學、知本車站）[11]。
  - 8129
- 路線：往太麻里、金峰、壢坵、大武、安朔、森永（經大南橋）[11]。
  - 8135、8135A、8136、8137、8138、8150、8151
- 路線：往初鹿、鹿野、永康、關山、池上、富里、利稻[11]。
  - 8161、8163、8165、8166、8167、8168、8170、8171
- 路線：往臺東車站（經四維路、臺東美術館）[11]。
  - 8172

### 第五、六、七月台

#### 興東客運（原鼎東客運 海線）
- 路線：往泰源、成功、長濱、靜浦、花蓮[11]。
  - 8101、8102、8103、8109、8119、8120
- 路線：往康樂、利嘉、東興新村[11]。
  - 8113、8115
- 路線：往中野、岩灣、臺東車站、航空站[11]。
  - 8117、8118、8128

### 站前路邊月台

#### 普悠瑪客運陸海空快線
- 路線：
  - A路線：臺東車站－富岡漁港
    - 往返 臺東車站、拖吊場、棒球場、寶桑國中、浙江路口、臺東森林公園、富岡漁港（去程終點站）、小野柳風景區（返程設站）、美娥餐廳（返程設站）[11]。

  - B路線：臺東車站－臺東轉運站
    - 臺東車站、拖吊場、棒球場、寶桑國中、浙江路口、臺東森林公園、天天來、吳外科、中央市場、臺東轉運站[11]。

  - C路線：臺東車站－臺東航空站
    - 臺東車站、拖吊場、棒球場、卑南入口、馬蘭榮家、公東高工、臺東糖廠、東方大鎮、臺東縣議會、臺東專科學校、康樂國小、陽明山莊、臺東航空站[11]。

#### 普悠瑪客運市區循環線
- 路線：（正循環、逆循環）臺東車站、拖吊場、棒球場、寶桑國中、浙江路口、臺東森林公園、天天來、吳外科、中華會館、臺東海濱公園、大同路郵局、中華正氣路口、臺東轉運站、縣立體育場、馬偕醫院、後期聖徒教會、臺東高商、聖母醫院、縣民服務中心、臺東美術館、基督教醫院、開封長安街口、新生郵局、臺東糖廠、東方大鎮、娜魯灣大酒店、卑南入口、棒球場、拖吊場[11]。

#### 台灣好行 東部海岸線（8101A）
- 路線：臺東航空站、臺東、富岡漁港、小野柳、水往上流、都蘭糖廠、金樽、東河、三仙台[11]。

#### 台灣好行 縱谷鹿野線（8168A）
- 路線：臺東車站、卑南文化公園、原生植物園、初鹿牧場、鹿野高台[11]。

## 資料來源
1. 1 2 3 4  . 臺東縣政府台東觀光網.   [2016-06-04]. （原始内容存档于2016-06-09） （中文（臺灣））.
2. ↑  黃健庭. . 自由時報. 2015-06-23  [2016-06-04]. （原始内容存档于2019-05-17） （中文（臺灣））.
3. 1 2 3 4 5  . 臺東縣政府. 2015-06-16  [2016-06-04] （中文（臺灣））.[]
4. ↑  江慧卿. . 臺東縣議會.   [2016-06-04]. （原始内容存档于2019-05-14） （中文（臺灣））.
5. ↑  江慧卿. . 臺東縣議會.   [2016-06-04]. （原始内容存档于2019-05-14） （中文（臺灣））.
6. ↑  星樂傳播東台有線. . YouTube. 2015-06-18  [2016-06-04]. （原始内容存档于2022-07-03） （中文（臺灣））.
7. ↑  江慧卿.  (PDF). 臺東縣議會.   [2016-06-04]. （原始内容 (PDF)存档于2019-05-14） （中文（臺灣））.
8. 1 2  何橞瑢. . 中時電子報. 2015-06-19  [2016-06-04] （中文（臺灣））.[]
9. 1 2  張存薇. . 自由時報. 2015-06-17  [2016-06-04]. （原始内容存档于2016-06-10） （中文（臺灣））.
10. 1 2 3  黃明堂. . 自由時報. 2015-06-19  [2016-06-04]. （原始内容存档于2015-08-06） （中文（臺灣））.
11. 1 2 3 4 5 6 7 8 9 10 11 12 13 14  . 臺東轉運站.   [2025-06-22]. （原始内容存档于2019-01-25） （中文（臺灣））.